# Grison
De grison (Galictis vittata) (Spaans: hurón) is een marterachtig roofdier dat voorkomt in Midden- en Zuid-Amerika. De naam grison is afgeleid van het Franse gris (grijs).

## Beschrijving
De vacht van de grison bestaat uit lange zachte haren. Hij heeft een witte streep van het voorhoofd over de oren tot de schouders. De grison heeft een zwarte kop en bef. De rest van zijn lichaam is zilvergrijsachtig, waar hij zijn naam vandaan heeft. Zijn lichaam lijkt op dat van een fret; een lang lichaam met korte poten, maar met een ander kleurpatroon. Lichaam en kop nemen ongeveer 50 cm in beslag, en de grison heeft een staart van ongeveer 15 cm. Hij weegt tussen de anderhalf en 3,5 kilo.

## Voedsel en gedrag
De grison is een marterachtige, die zowel overdag als 's nachts jaagt. Zijn voedsel bestaat uit chinchilla's, viscacha's en andere knaagdieren. De grison doodt zijn prooien met een beet in de nek. Voor de mens kunnen ze schadelijk zijn als bedreiging van huisdieren, maar hij wordt ook gebruikt om op plaagvormende knaagdieren te jagen, zoals in Europa de fret gebruikt wordt om op konijnen te jagen.
In oktober worden twee tot vier jongen geboren.

## Verspreiding en leefgebied
Grisons komen voor in Midden- en Zuid-Amerika, op graslanden en boslandschappen. Ze leven ook in de buurt van bewoonde gebieden, tot op zo'n 1500 m hoogte.